# Wim Oosterlinck

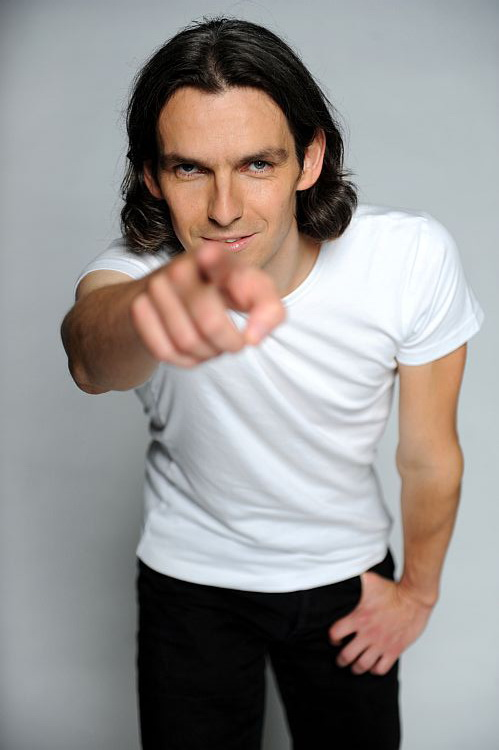
Wim Oosterlinck

Wim Oosterlinck (Gent, 22 april 1973) is een Belgisch radiopresentator voor DPG Media. Oosterlinck was 14 jaar vaste stem bij de Vlaamse Qmusic. Hij werkt anno 2025 bij de Vlaamse zender Willy. 

## Radio

### Radio 2
Hij begon zijn nationale radiocarrière bij Radio 2 Oost-Vlaanderen. In die periode combineerde hij presenteren voor de Gentse jongerenradio Urgent.fm (vroeger URGent) met het presenteren bij Radio 2. Daarvoor nam hij het laatste uur op Urgent.fm op voorhand op, omdat hij in die tijd naar Radio 2 moest rijden. 

### Studio Brussel
Nadien presenteerde hij op Studio Brussel: aanvankelijk de avondspits, later elke werkdag De ochtend van Studio Brussel met Wim Oosterlinck tussen 6 en 9 uur. Heidi Lenaerts was zijn sidekick.
Oosterlinck was de veroorzaker van de Kippensoep-hype, een actie die in het najaar van 2005 werd georganiseerd op Studio Brussel om geld in te zamelen voor de slachtoffers van de aardbeving in Pakistan. Oosterlinck trachtte luisteraars ervan te overtuigen kippensoep te eten en bracht zelfs een benefietsingle hierrond uit. 
Hij werd door mediasite RadioVisie.be verkozen tot "Radiopersoonlijkheid van 2005". Zijn ochtendprogramma voor Studio Brussel kreeg op 28 januari 2006 de Prijs voor de Radiokritiek.

### Qmusic
Midden 2006 verliet Oosterlinck na 9 jaar dienst de VRT, om vanaf dat najaar aan de slag te gaan bij Qmusic. Hij presenteerde er eerst 7 jaar lang samen met Anke Buckinx Wim Oosterlinck Showtime, iedere werkdag tussen 16 en 18 uur. In het najaar van 2013 maakte het programma een doorstart onder de naam De Wim O Show, waarbij Oosterlinck enkel op woensdag nog een co-presentatrice had: Joke van de Velde. In het najaar van 2015 onderging de zender een grote vernieuwing, waarbij Oosterlinck voortaan tussen 13 en 16 uur ging presenteren, volledig solo. Vanaf het najaar van 2016 tot en met het najaar van 2017 combineerde hij dit wel met Wim & Vincent, een luchtig vrijdagavondprogramma waarin hij een duo vormde met Vincent Fierens. Van januari 2018 tot en met juni 2020 verzorgde hij de ochtendshow op werkdagen tussen 6 en 9 uur; eerst samen met Sam De Bruyn en Heidi Van Tielen onder de titel Sam, Heidi & Wim en later met Sam De Bruyn en Inge De Vogelaere onder de titel Sam, Inge & Wim.
Oosterlinck was van januari 2011 tot september 2012 ook programmadirecteur van Q-music. Hij volgde in die functie Erwin Deckers op.

### Willy
Begin juli 2020 raakte bekend dat Oosterlinck in september 2020 verhuist naar Willy, de digitale radiozender van DPG Media met een focus op rockmuziek. Hij zal er de ochtendshow presenteren en het radiotalent binnen DPG Media coachen. Sinds september 2023 presenteert hij de avondspits.

## Televisie
Oosterlinck is de voice-over van veel tv-programma's, zoals Foute Vrienden, Kaat & co, Zo is er maar één, Superjan, In de Ban van Urbanus, Karrewiet, Hollywoodvrouwen, De Smaakpolitie en De familie Stokstaart.

## Podcast
Wim maakt sinds 2019 de podcast Drie Boeken waarin hij boekenliefhebbers vraag naar de drie boeken die iedereen absoluut moét gelezen hebben.

## Trivia
- Bij Het Groot Dictee der Nederlandse Taal in 2005 werd hij de beste prominente deelnemer met 20 fouten.
- In 2005 eindigde hij op nr. 289 in de Vlaamse versie van De Grootste Belg, buiten de officiële nominatielijst.

Huidig (anno 2023):
Ulrike D'hauwer · Liam D'hert · Dorothee Dauwe · Tom De Cock · Jana De Wilde · Vincent Fierens · Yoren Linsen · Maxine Janssens · Nils Melckenbeeck · Loore Nelen · Regi Penxten · Jolien Roets · Emma Salden · Jan Thans · Maarten Vancoillie · Matthias Vandenbulcke · Paulien Van der Jeugt · Naomi Vanderpoorten · Vincent Vangeel · Liam Van Haverbeke · Dimitri Wouters
Voormalig (2001–2023):
Dorianne Aussems (2013–2014) · Rik Boey (2010–2013, 2015–2017) · Born (2015–2017) · Herbert Bruynseels (2001–2009) · Anke Buckinx (2007–2016) · Bab Buelens (2020) · Armin van Buuren (2021–2022) · Marcia Bwarody (2013–2017) · Joren Carels (2018–2020) · Séverine Champeaux (2013–2015) · Sam De Bruyn (2015–2020) · Erwin Deckers (2001–2008) · Jolien De Greef (2015) · Anneke De Keersmaeker (2002) · Felice Dekens (2011–2022) · Frederika Del Nero (2011–2012) · Nathalie Delporte (2001–2014) · Serge De Marre (2004–2015) · Eline De Munck (2012–2014) · Bart-Jan Depraetere (2001–2019) · Dries De Vis (2019–2020) · Inge De Vogelaere (2017–2020) · Sean Dhondt (2015–2023) · Elien D'hooge (2019–2021) · Yasmina El Messaoudi (2014–2015) · Evi Geysels (2010–2018) · Elizabeth Gesels (2016) · Violette Goemans (2015–2017) · Jenno Hallaert (2012–2015) · Wine Lauwers (2011–2019) · An Lemmens (2015–2019) · Kris Mannaerts (2006–2011) · Kristin Moers (2002–2003) · Marie Monballiu (2014–2021) · Sarah Mylle (2016–2020) · Johan Notebaert (2001–2002) · Wim Oosterlinck (2006–2020) · Sven Ornelis (2001–2016) · Hans Otten (2002–2003) · Xander Peeters (2011–2013) · Astrid Philips (2011–2014) · Elke Plancke (2012–2013) · Jarne Ponet (2023) · Alexandra Potvin (2001–2009) · Jarne Rediers (2021-2023) · Kürt Rogiers (2008–2015) · Thomas Rottier (2021-2023) · Carl Schmitz (2001–2014) · Elias Smekens (2013–2018) · Kenny Smet (2006–2011) · Toon Smet (2015–2018) · Sara Steegen (2011–2012) · Kenneth Stevens (2006–2016) · Loïc Thaler (2015-2016, 2018-2022) · Shalini Van den Langenbergh (2014–2018) · Julie Van den Steen (2021) · Joke van de Velde (2013–2015) · Elke Vanelderen (2005–2006) · Arne Vanhaecke (2015–2016) · Maureen Vanherberghen (2016–2023) · Elke Van Mello (2008–2010) · Francesca Vanthielen (2001–2002) · Erika Van Tielen (2006–2008) · Heidi Van Tielen (2015–2018) · Bjorn Verhoeven (2001–2012) · Peter Verhoeven (2001–2018) · Steffi Vertriest (2013–2015) · Kristien Wollants (2018–2020)